# Szahreza
Szahreza (perski: شهرضا), dawniej Ghomsze (perski: قمشه) – miasto w Iranie, w ostanie Isfahan. W 2006 roku miasto liczyło 108 299 mieszkańców w 30 368 rodzinach.